# Brian Berry

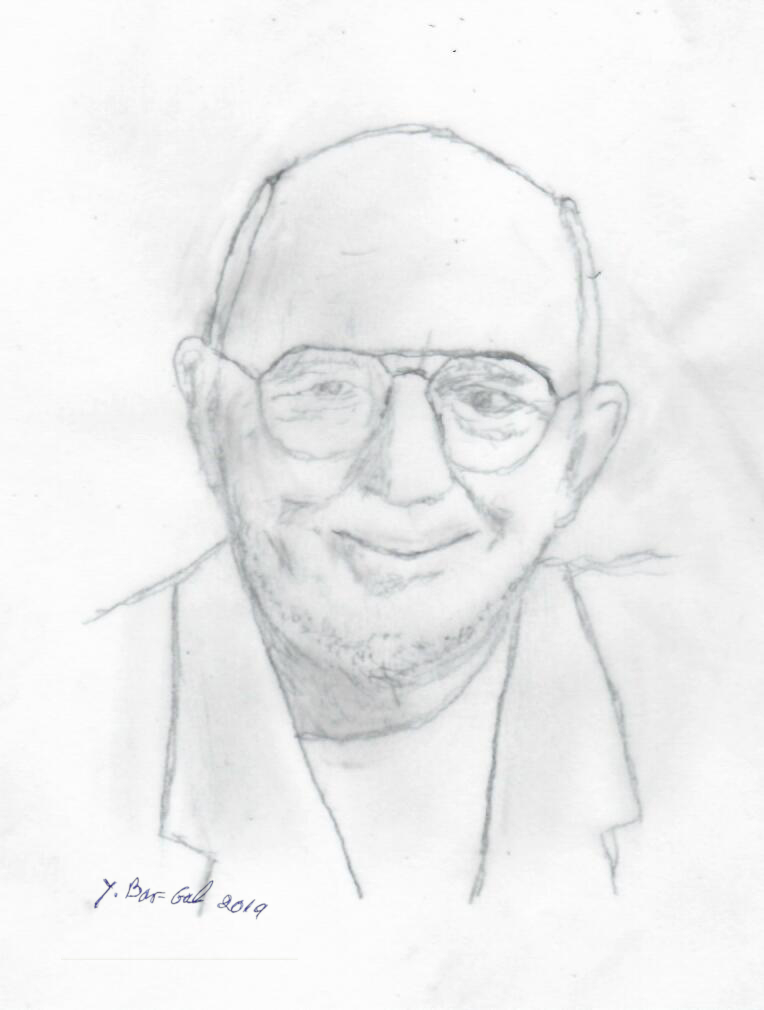
Brian Berry

Brian Joe Lobley Berry (Sedgeley, 16 februari 1934 – Dodd City (Texas), 2 januari 2025) was een Brits-Amerikaans sociaal geograaf. Hij was Lloyd Viel Berkner Regental Professor aan de University of Texas in Dallas. 
Berry heeft een grote rol gespeeld in de zogenaamde kwantitatieve revolutie in de sociale geografie en zijn onderzoek op het gebied van stadsgeografie, centrale plaatsen en geografische methoden en technieken maakte hem tot een van de meest geciteerde geografen in de tweede helft van de 20e eeuw.

## Levensloop
Berry werd geboren in Sedgeley, Staffordshire, Verenigd Koninkrijk. Hij volgde het basisonderwijs aan de Queen Elizabeth's High School in Gainsborough en de Acton County Grammar School, Middlesex.
Berry studeerde economie en politieke wetenschappen aan het University College in Londen en specialiseerde zich in het derde jaar in geografie. In 1955 behaalde hij een B.Sc in economie. Zijn belangstelling voor geografie was gewekt omdat locatietheorie in die jaren een belangrijk thema was in de economie. In 1955 vertrok hij naar Seattle om zich aan de University of Washington verder te specialiseren. De keuze voor de University of Washington was mede ingegeven door de aanwezigheid van Edward Ullman (1912-1976) een van de pioniers op het gebied van de locatietheorie. Ullman introduceerde in 1941 Christallers centraleplaatsentheorie in de Verenigde Staten. 
In 1956 behaalde hij zijn M.A. (Master of Arts) en in 1958 voltooide hij zijn proefschrift Shopping centers and the geography of urban areas: A theoretical and empirical study of the spatial structure of intraurban retail and service business.
Hij studeerde onder leiding van William Garrison die aan de University of Washington een aanstelling had als Assistant Professor. 
In 1958 kreeg Berry een aanstelling aan de University of Chicago, waar hij tot 1976 doceerde en vooral onderzoek deed op het terrein van de stadsgeografie. Van 1976 tot 1981 was hij hoogleraar aan Harvard en daarna werd hij voor een periode van vijf jaar benoemd tot decaan van het Heinz College aan de Carnegie Mellon University. Sinds 1986 werkt hij als hoogleraar aan de University of Texas in Dallas. 
Hij werd in 1975 toegelaten tot de National Academy of Sciences en hij was daarmee de jongste sociale wetenschapper die deze eer te beurt viel. Hij is ook lid van de British Academy, de American Academy of Arts and Sciences. In 1988 kreeg hij de Victoria Medal van de Royal Geographical Society. In 1999 werd hij benoemd tot lid van de Council of the National Academy of Sciences
Gedurende zijn loopbaan was hij zeer actief als redacteur en hoofdredacteur van een groot aantal wetenschappelijk tijdschriften, waaronder Urban Geography, Annals of the Association of American Geographers, Geographical Analysis, Journal of Regional Science, Journal of the American Institute of Planners, L’Éspace Géographique en Urban Studies.
Berry heeft ook een aantal publicaties op zijn naam staan over de geschiedenis en de genealogie van zijn familie.
Berry overleed na een lang ziektebed op 2 januari 2025.

## Wetenschappelijk werk

### Kwantitatieve revolutie in de geografie
Halverwege de jaren 50 ontstond in de Verenigde Staten een beweging gericht op de ontwikkeling van een nieuwe, meer op wetmatigheden gerichte geografie. De toepassing van geavanceerde kwantitatieve methoden was voor deze beweging kenmerkend. William Garrison was met een groep studenten zeer actief bij het vorm geven van deze nieuwe geografie. Onder deze studenten was Berry (naast Duane Marble, William Bunge, Michael Dacey, Richard Morill en Edwin Thomas). Centraal in het onderzoek van deze wetenschappers (Johnston, 1997, 67) stond de centraleplaatsentheorie.

### Berry-Garrison-school
In 1957 werkte Berry enige tijd bij de afdeling planning van Spokane. Hij benutte deze periode voor het verzamelen van gegevens over de stedelijke detailhandel en dienstverlening. Deze gegevens vormden de basis voor zijn proefschrift over de commerciële structuur van de stad Spokane. In 1958 publiceerde hij met Garrison een aantal studies waarin de centraleplaatsentheorie opnieuw werd geformuleerd. Timmermans (1980, 80-94). Deze studies waren richtinggevend voor een groot aantal Amerikaanse studies op dit gebied uit de jaren zestig. Timmermans achtte deze studies niet alleen van theoretisch belang, maar ook waren de gehanteerde methoden en technieken van groot belang bij het stadsgeografisch onderzoek. Hij maakte wel de kanttekening dat de herformulering van de centraleplaatsentheorie door Berry en Garrison geen voldoende theoretische basis geeft voor de verklaring van de functionele complexiteit van centrale plaatsen en/of centra van tertiaire activiteit.

### Geografische matrix
Vernieuwend was Berry’s benadering van de regionale analyse. Hij stelde voor de regionale gegevens te ordenen met behulp van data-matrices. De kenmerken van plaatsen en gebieden vormden een structuurmatrix, de relaties tussen plaatsen of gebieden (uitgedrukt in aantallen migranten, pendelaars, geldstromen etc.) werden vastgelegd in stroommatrices. Multivariate technieken konden worden ingezet om in de veelheid van gegevens patronen te ontdekken. Berry maakte daarbij vaak gebruik van factoranalyse (hij programmeerde zelf met behulp van Fortran I een factoranalyse voor de UNIVAC-1 computer). In 1968 trachtte Berry te komen tot een synthese tussen formele en functionele regio’s (zie Regionale geografie door het formuleren van een veldtheorie (geografie). De door hem gebruikte statistische technieken (onder de verzamelnaam factorial ecology) vonden daarna veel navolging in het geografische onderzoek.

### Regional science
In de jaren vijftig kwam de regional science als wetenschap tot ontwikkeling in de Verenigde Staten van Amerika dankzij de niet aflatende inspanningen van Walter Isard. Hoewel Berry verschillende keren publiceerde in het tijdschrift van de RSA (Regional Science Association), was hij enigszins teleurgesteld in de mogelijkheden van de regional science voor geografen. Isard vond namelijk dat geografen de empirische testen konden uitvoeren ten behoeve van het theoretisch gerichte werk van de regional science. Dit zou de geografie ondergeschikt maken aan de regionale science en Berry wees dat af (Johnston, 1997, 84).

### Positie ten opzichte van radicale geografie
In de jaren zeventig voerden geografen heftige debatten over de wijze waarop maatschappelijk vraagstukken onderzocht moesten worden (zie Maatschappijkritische geografie). Sommigen wilden een radicale koerswijziging door het marxisme als uitgangspunt te nemen. Berry zag daar niets in en nam stelling tegen de opvattingen van David Harvey. Hij schreef in 1972: “The majority of the new revolutionaries, it seems, are essentially white liberals – quick to lament the supposed ills of society and to wear their bleeding hearts like emblems or old schools ties – and quicker to avoid the hard work that diagnosis and action demand. A smaller group of hard-line Marxists keeps bubbling the potage of liberal laments. In neither group is there any profound commitment to producing constructive change by democratic means…If neither of these wille be the ‘new geography’ of the 1970s, count me out” (Berry, More on relevance and policy analysis, pp. 77-78 – geciteerd bij Johnston, 1997, pp. 324-325). Uit het interview dat hij gaf in 2004 blijkt dat hij nog steeds dezelfde mening heeft (Jesùs, 2004).
Het debat tussen Berry en Harvey over de relevantie van de sociale geografie betekende voor een generatie sociale wetenschappers een debat over de beperkingen van de sociale wetenschap als een analytisch tovermiddel. Voor veel sociale wetenschappers was Harvey de nieuwe held. Berry hield evenwel ook in de jaren zeventig en tachtig onverminderd vast aan zijn opvatting dat de analyses van de sociale wetenschap door het beleid ingezet konden worden voor het oplossen van maatschappelijke problemen. 

### Lange golf in de conjunctuurbeweging
Vanaf 1990 geeft Berry veel aandacht aan de lange golf beweging van de conjunctuur. Hij tracht deze opvatting over de ontwikkeling van de geschiedenis te integreren met zijn kennis over de urbanisatie, de technologische veranderingen en de sociaal-politieke bewegingen. Demografie, politiek en economie worden hier in een synthese met tijd en ruimte samengebracht.

## Belangrijke publicaties (selectie)
Berry heeft meer dan 500 boeken en artikelen op zijn naam staan. Hier volgt een selectie:
- “The Functional Bases of the Central Place Hierarchy.” met William Garrison. Economic Geography, 1958, 34: pp. 145-154.
- Shopping centers and the geography of urban areas: A Theoretical and Empirical Study of the Spatial Structure of Intraurban Retail and Service Business. Ph.D Dissertation, University of Washington. University Microfilms, Ann Arbor, MI. L.C. Card No. Mic. 58-3263. 1959
- Central place studies: a bibliography of theory and applications, met A. Pred. Regional Science Research Institute, 1961, Bibliography Series No. 1.
- “City Size Distributions and Economic Development.” Economic development and Cultural Change, 1961, 9, pp. 573-588.
- Urban Population Densities: Structure and Change.” Met J. Simmons and R. Tennant. The Geographical Review, 1963, 53, pp. 389-405.
- “Cities as Systems Within Systems of Cities.” Papers in Regional Science, 1964, 13, pp. 147-164.
- “Approaches to Regional Analysis: A Synthesis.” Annals of the Association of American Geographers, 1964, 54, pp. 2-11.
- “More on Relevance and Policy Analysis.” Area, 1972, 4: 77-80.
- Geography of market centers and retail distribution, 1967, Prentice-Hall, Inc. Tweede druk 1969. Derde en vierde druk, 1970. Vijfde tot en met negende druk, 1971-1973.
- Spatial analysis. A reader in statistical geography, (editor met Duane Marble), 1968, Englewood Cliffs: Prentice-Hall, Inc.
- Geographic perspectives on urban systems, met Frank Horton, 1970, Englewood Cliffs NJ: Prentice-Hall, Inc
- The geography of economic systems, met E. Conkling en M. Ray, 1976, Englewood Cliffs, NJ: Prentice-Hall, Inc
- Contemporary urban ecology, met J. Kasarda, 1977, New York: Macmillan.
- Long wave rhythms in economic development and political behaviour, 1991, Baltimore: Johns Hopkins University Press, xiv & 242 pp.
- Geography’s quantitative revolution: Initial conditions, 1954-1960-A personal memoir, Urban Geography, 1993, 14, pp. 434-441
- The global economy. Resource use, locational choice, and international trade, met E. C. Conkling en D. Michael Ray. 1993, Englewood Cliffs, NJ: Prentice-Hall, Inc. Tweede herziene druk 1994. Derde tot en met vijfde druk 1995.

- Bibliothèque nationale de France: cb122803368 (data)
- CiNii: DA00682385
- Gemeinsame Normdatei: 12433136X
- International Standard Name Identifier: 0000 0001 1031 9523
- Library of Congress Control Number: n79065686
- Mathematics Genealogy Project: 221199
- Bibliotheek van het Japanse parlement: 00433138
- Nationale Bibliotheek van Tsjechië: uk2009539302
- Nationale Bibliotheek van Israël: 987007258499405171
- Nederlandse Thesaurus van Auteursnamen: 069080186
- LIBRIS: 178116
- SNAC: w67q1h4m
- Système universitaire de documentation: 03162412X
- Semantic Scholar: 79622716
- Virtual International Authority File: 103117790
- WorldCat: E39PBJvRTHkcDxGbkm4dyJBtrq